# Enric Vila
Enric Vila Delclòs (Barcelona, 1972) es un escritor y periodista español.
Licenciado en Historia Contemporánea y doctorado en Periodismo, ha publicado, entre otros, el libro entrevista Qué piensa Heribert Barrera (2001), el ensayo Néstor Luján: el rostro de la máscara (2003), la biografía Lluís Companys, la verdad no necesita mártires (2006), el libro de recuerdos de Macià Alavedra Entre la vida y la política (2007), Nuestro héroe, Josep Pla (2009) y Londres-París-Barcelona: Viaje al corazón de la tormenta (2014), una mezcla de diario personal, ensayo y novela.
Además, escribe en el diario El Punt Avui, en la revista Sàpiens y en su blog Dietari a destemps. Vila también imparte clases de periodismo en la Facultad de Ciencias de la Comunicación Blanquerna de la Universidad Ramon Llull.